# La Madeleine-Villefrouin

La Madeleine-Villefrouin este o comună în departamentul Loir-et-Cher, Franța. În 1 ianuarie 2022 avea o populație de 32 de locuitori.